# Jakub Chan
Muhammad Jakub Chan (ur. 1849; zm. 15 listopada 1923) – emir Afganistanu od lutego do października 1879.
Jako gubernator prowincji Herāt zbuntował się przeciw swojemu ojcu w 1870, którego uwięził w roku 1874.
Po wybuchu drugiej wojny afgańskiej w roku 1878 Szer Ali zdołał uciec z niewoli i następnie umarł w lutym 1879. Jako następca tronu 26 maja 1879 Jakub podpisał z Brytyjczykami traktat w Gandamak.